# 明日香親王
明日香親王（あすかしんのう）は、桓武天皇の第7皇子。官位は三品・上野太守。

## 経歴
弘仁2年（811年）四品・弾正尹に叙任される。弘仁9年（818年）親王の号を除き臣籍降下して朝臣姓を与えられたい旨を上表するも許されなかったが、なおも子女の臣籍降下を求めて許され、子女4名に久賀朝臣姓が与えられた。以降これに倣って、二世王への賜姓が競って行われるようになったという。弘仁12年（821年）三品に叙せられる。
天長8年（831年）上野太守に任ぜられる。承和元年（834年）2月13日薨去。

## 人物
生まれつき質朴な性格で、浮華を良しとしなかった。弘仁年間は奢侈な風潮で、王公貴人は鮮やかな衣服を非常に好んだが、明日香親王だけは夏になっても朝服を何度も洗濯して使用した。また、馬小屋の走行用の馬を売却して邸宅の費用を支えるなど、節約に努めたという。

## 官歴
『六国史』による。
- 弘仁2年（811年） 正月24日：四品。4月5日：弾正尹
- 弘仁12年（821年） 正月7日：三品
- 弘仁13年（822年） 正月2日：賜度一人
- 天長8年（831年） 正月25日：上野太守
- 承和元年（834年） 2月13日薨去

## 系譜
- 父：桓武天皇
- 母：紀若子（紀船守の娘）
- 妻：不詳
  - 男子：久賀三夏
  - 男子：久賀三常
  - 女子：
  - 女子：